# Kalanchoe fedtschenkoi

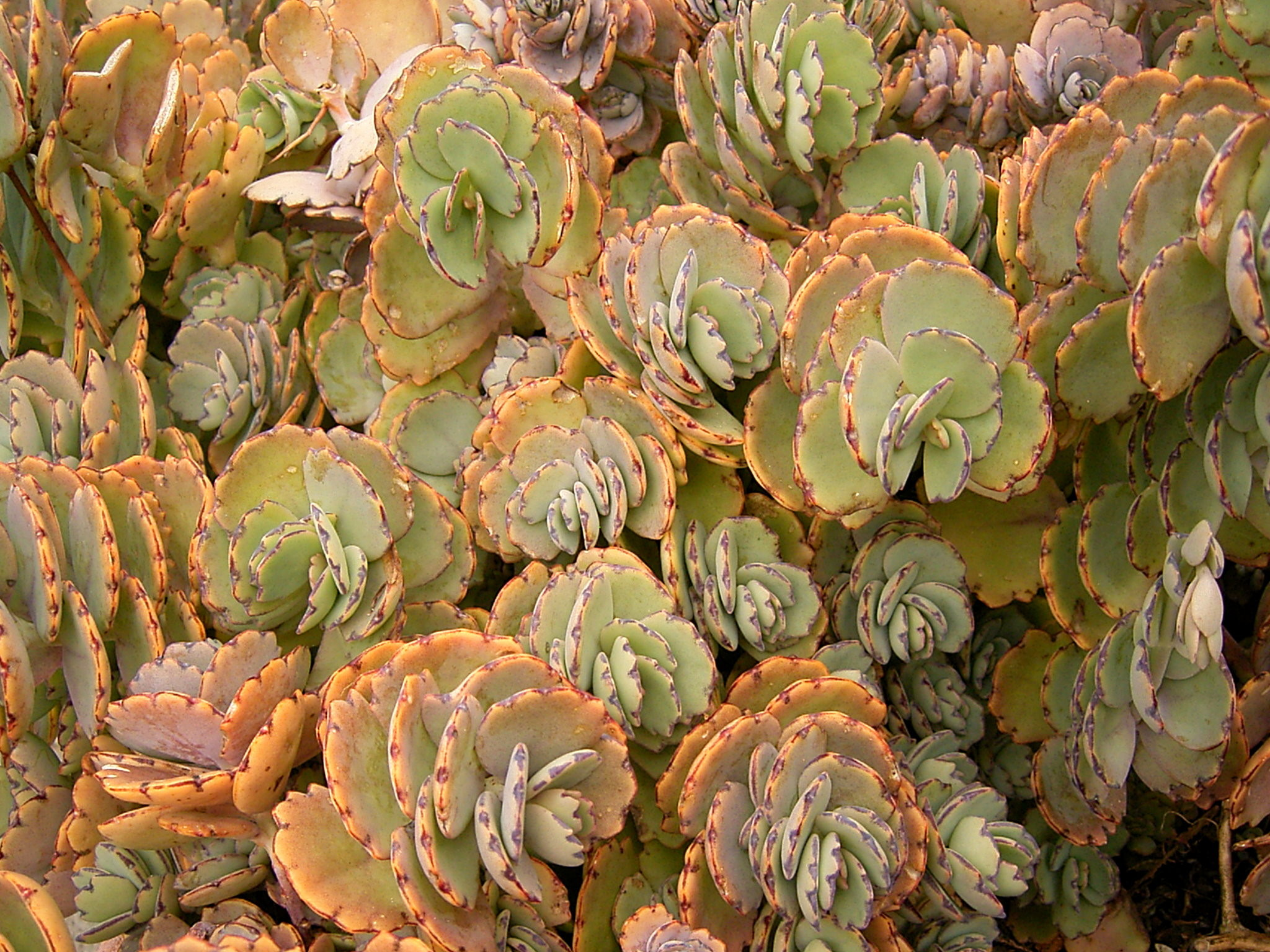
Fulles

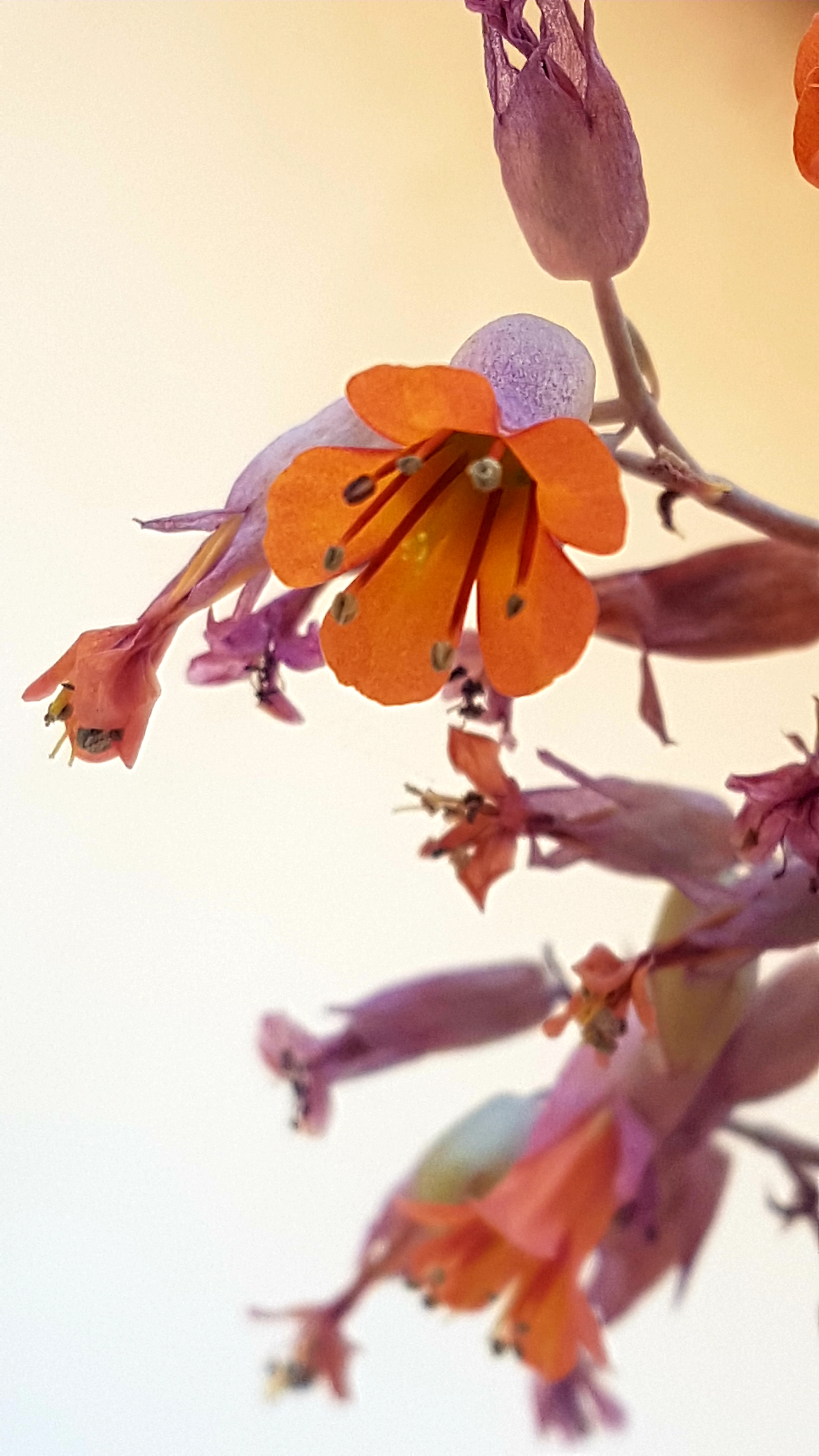
Flors

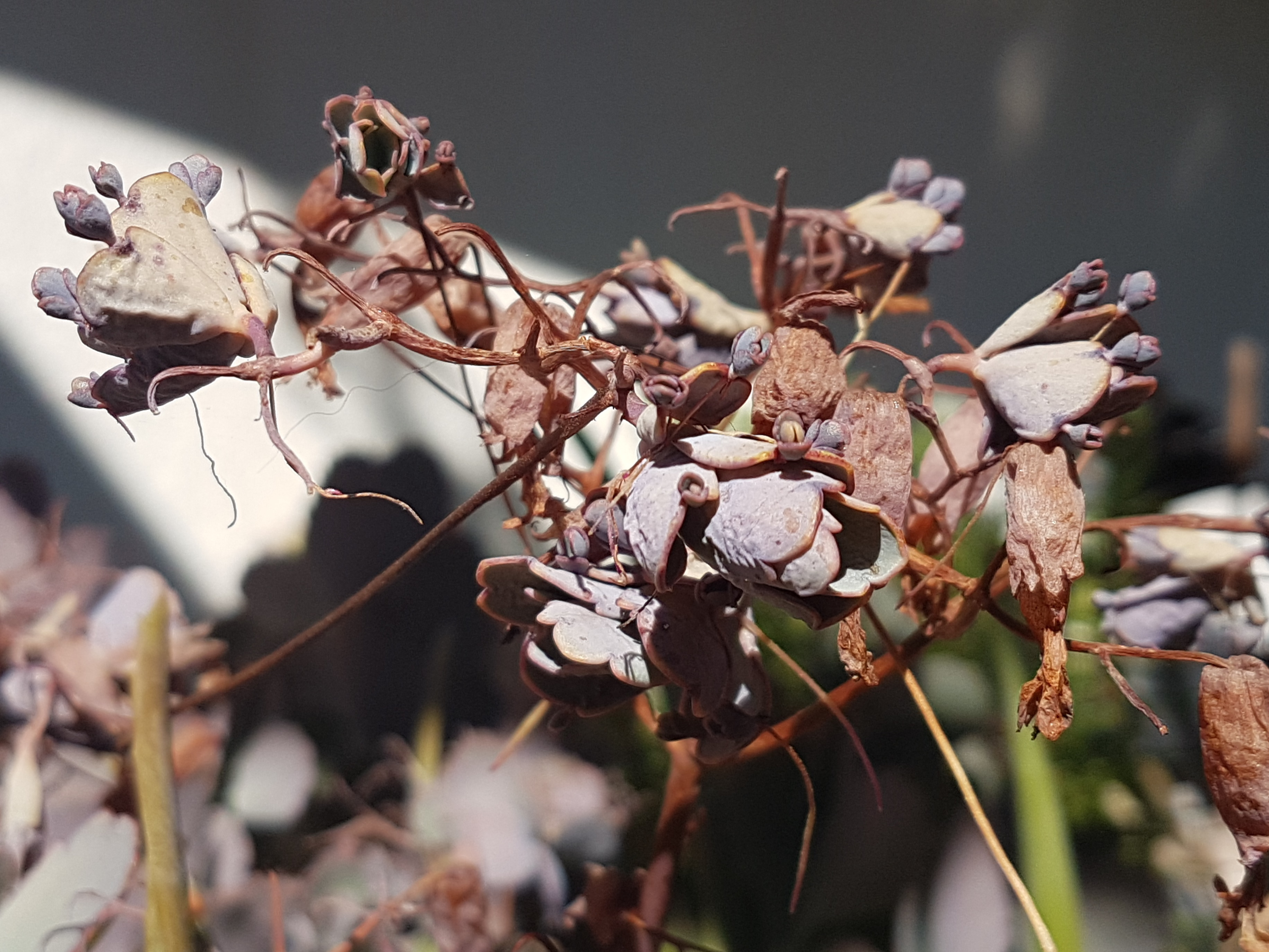
Propàguls a la inflorescència

Kalanchoe fedtschenkoi (o Bryophyllum fedtschenkoi) és una espècie de planta suculenta del gènere Kalanchoe, que pertany a la família Crassulaceae.

## Descripció
És una herba suculenta perenne, desordenada, erecta i ramificada. És policàrpica i creix fins a uns 60 o 80 cm d'alçada i la meitat d'amplada.
Les tiges sense floració són rodones, teretes, suculentes, de 25 a 30 (o més) cm d'alçada, llises i laxes amb cicatrius de fulles visibles, suberectes sovint es dobleguen fins a tocar el terra on produeixen arrels i una nova planta, en temps de floració la branca es corba cap amunt fins a uns 40 cm. La branca florida es seca un cop finalitzada la fructificació, però produeix a la base una o dues branques estèrils prostrades laterals, de 8 a 40 cm de longitud que arrelen allà on es troben a terra, també mitjançant l'emissió d'arrels aèries robustes i rígides, que al final produiran al seu torn una branca floral; d'aquesta manera, amb el temps, la planta pot expandir-se notablement.
Les fulles són oposades, uniformement espaiades, simples, gruixudes i carnoses, glabres, ovalades o obovades de 3 a 5 cm de llarg i de 1 a 3 cm d'amplada, es redueixen cap a la base, ceroses, de color verd blavós o gris lavanda glauc o no, els marges es crenen al llarg de tot o apicalment amb una dentadura visible de 2 a 8 dents sovint de color rosa o vermell, àpex obtús. Pecíol terete, (sovint girat obliquament), de 1 a 6 mm de llarg. Propàguls que neixen principalment en osques de marges de fulles sobre fulles danyades o caigudes. Les fulles són de color verd metàl·lic i poden tornar-se roses o vermelles sota la llum solar forta o la sequera.
Les inflorescències (Cimes) són corimbiformes terminals de 15 a 30 cm d'alçada, fins a 15 cm de diàmetre, sovint multicapa en bones condicions, branques de fins a 5 cm de llargada que porten nombroses flors pèndules. Pedicels de 5 a 15 mm de llargada.
Les flors, de 2,5 a 3 cm de llargada, tubular-campanulades, inclinades cap avall, amb un calze curt de color groc verdós amb taques violetes, de 15 a 18 mm de llarg, vorejat amb segments en forma de delta de 4 a 7 mm de llarg, el calze és més curt que la corol·la tubular i inflat. La corol·la és d'un color taronja/corall/albercoc formada per un tub de 18 a 25 mm de longitud contret bàsicament, i quatre obovats; lòbuls de 5 a 8 mm de llarg, àpex obtús a arrodonit.

## Distribució
Planta endèmica de Madagascar central i sud-est. Creix en roques silícies, de 100 a 1000 m d'altitud. S'ha naturalitzat en alguns països tropicals (per exemple, l'Índia).

## Cultiu
Planta molt popular i fàcil de cultivar. Creix ràpidament fins a 40 cm d'alçada i es propaga fàcilment per llavors, esqueixos inclús de fulla, i ella mateixa arrela en tocar la branca a terra, o fa arrels aèries que formaran noves plantes, també produeix propàguls que arrelen en caure a terra. Pot suportar breus gelades de fins a -2º C. Prefereix ple sol o mitja ombra. A l'interior necessita molta llum.
Advertiment: parts de Kalanchoe fedtschenkoi són verinoses si s'ingereixen. Tots els membres de Kalanchoe són tòxics per al bestiar, les aus i els animals petits, a causa de la presència de glucòsids cardioactius.

## Taxonomia
Kalanchoe fedtschenkoi va ser descrita per Raymond-Hamet i Joseph Marie Henry Alfred Perrier de la Bâthie (Raym.-Hamet & H. Perrier) i publicada als Annales du Museé Colonial de Marseille, sér. 2 3: 75–80. 1915.

### Etimologia
Kalanchoe: nom genèric que deriva de la paraula cantonesa "Kalan Chauhuy", 伽藍菜 que significa 'allò que cau i creix'.
fedtschenkoi: epítet atorgat en honor del botànic rus Boris Alexeevich Fedtschenko.

### Sinonímia
- Bryophyllum fedtschenkoi (Raym.-Hamet & H.Perrier) Lauz.-March.